# Zentrum für Menschenrechtsbildung
Das Zentrum für Menschenrechtsbildung (ZMRB) an der Pädagogischen Hochschule Luzern setzte sich für einen Ausbau der Menschenrechtsbildung in der Ausbildung und Weiterbildung von Lehrpersonen an der Pädagogischen Hochschule Luzern und in den Schulen ein. Es forschte im Bereich Menschenrechtsbildung und führte das Internationales Menschenrechtsforum Luzern (IHRF) jährlich, später zweijährlich durch. Das Zentrum für Menschenrechtsbildung beriet Schulen dabei, Menschenrechtsbildung in den Unterricht einzubauen. Es zeigte Lehrpersonen thematische Anknüpfungspunkte fächerübergreifend auf und entwickelte sowie empfahl entsprechende Unterrichtsmaterialien, Methoden und Instrumente bzw. stellte diese zur Verfügung. 

## Aufgaben
Die Organisation nahm die Aufgaben Ausbildung, Weiterbildung, Beratung und Forschung wahr. Sie führte Lehrveranstaltungen in Menschenrechtsbildung, in der Ausbildung und Weiterbildung/Zusatzausbildung von Lehrpersonen an der Pädagogischen Hochschule Luzern, Menschenrechts-Module für alle Hochschulen am Standort Luzern und Kurse zu den Menschenrechten und zu den Kinderrechten durch.

## Veranstaltungen
Die Organisation beteiligte sich am Fachdiskurs und lud auch die Öffentlichkeit dazu ein, sich mit den Menschenrechten auseinanderzusetzen. In diesem Sinne konzipierte, organisierte und führte das ZMRB Veranstaltungen durch:
- Internationales Menschenrechtsforum Luzern (IHRF)
- Human Rights Education Symposium (HRES)
- Internationales Symposium „Realizing the Rights of the Child“ (20. November 2007, Tag des Kindes)
- Jahr der Kinderrechte 2007

## Publikationen
Das Zentrum für Menschenrechtsbildung hat folgende Publikationen verfasst:
- Menschenrechte und Terrorismus (IHRF Band I, Stämpfli Verlag Bern)
- Menschenrechte und Wirtschaft im Spannungsfeld zwischen State und Nonstate Actors (IHRF Band II, Stämpfli Verlag Bern)
- Menschenrechte und Bildung (IHRF Band III, Stämpfli Verlag Bern)
- Menschenrechte und Kinder (IHRF Band IV, Stämpfli Verlag Bern)
- Menschenrechte und Umwelt (IHRF Band V, Stämpfli Verlag Bern)
- Menschenrechte und Religionen (IHRF Band VI, Stämpfli Verlag Bern)
- Realizing the Rights of the Child (Swiss Human Rights Book Vol. II, Rüffer& Rub Verlag Zürich)
- PHZ-Postkarten „Menschenrechte und Kinder“ und "Menschenrechte und Umwelt"(Verkauf zugunsten von SOS-Kinderdorf)
- Fotoausstellung "Menschenrechte und Kinder" in Zusammenarbeit mit Caritas Schweiz (Karl Gähwyler-Sammlung) (Ausleihe)
- Plakate der Hochschule für Gestaltung und Kunst Luzern (HGKL) „Menschenrechte und Kinder“ (Verkauf)
- Hans Erni: Plakate des Internationalen Menschenrechtsforum Luzern (IHRF) (Verkauf)

## Geschichte
Es wurde nach dem 4. IHRF im Jahr 2007 gegründet. Per Sommer 2020 fand eine Überführung in das Institut Geschichtsdidaktik und Erinnerungskulturen (IGE) statt. Dieses hat den Schwerpunkt «Politische Bildung: Demokratie und Menschenrechte» geschaffen, welches sich thematisch mit dem ZMRB überschnitt. Aufgrund von Synergien wurde der Transfer durch die Hochschulleitung überprüft, befürwortet und beschlossen.